# 卡馬沙體育會
卡馬沙體育會（Associação Desportiva da Camacha）是一所于1978年8月1日成立在聖克魯斯的葡萄牙足球俱乐部。
该会获得过如下荣誉：
- 葡萄牙足球丙级联赛：1
  - 2008–09（英语：2008–09 Terceira Divisão）
- AF Madeira Championship（英语：Madeira Football Association#Madeira Championship）：1
  - 1989–90
- AF Madeira Cup（英语：Madeira Football Association#Madeira Cup）：5
  - 1989–90, 1991–92, 2000–01, 2003–04, 2010–11